# Jardín botánico de Lluc

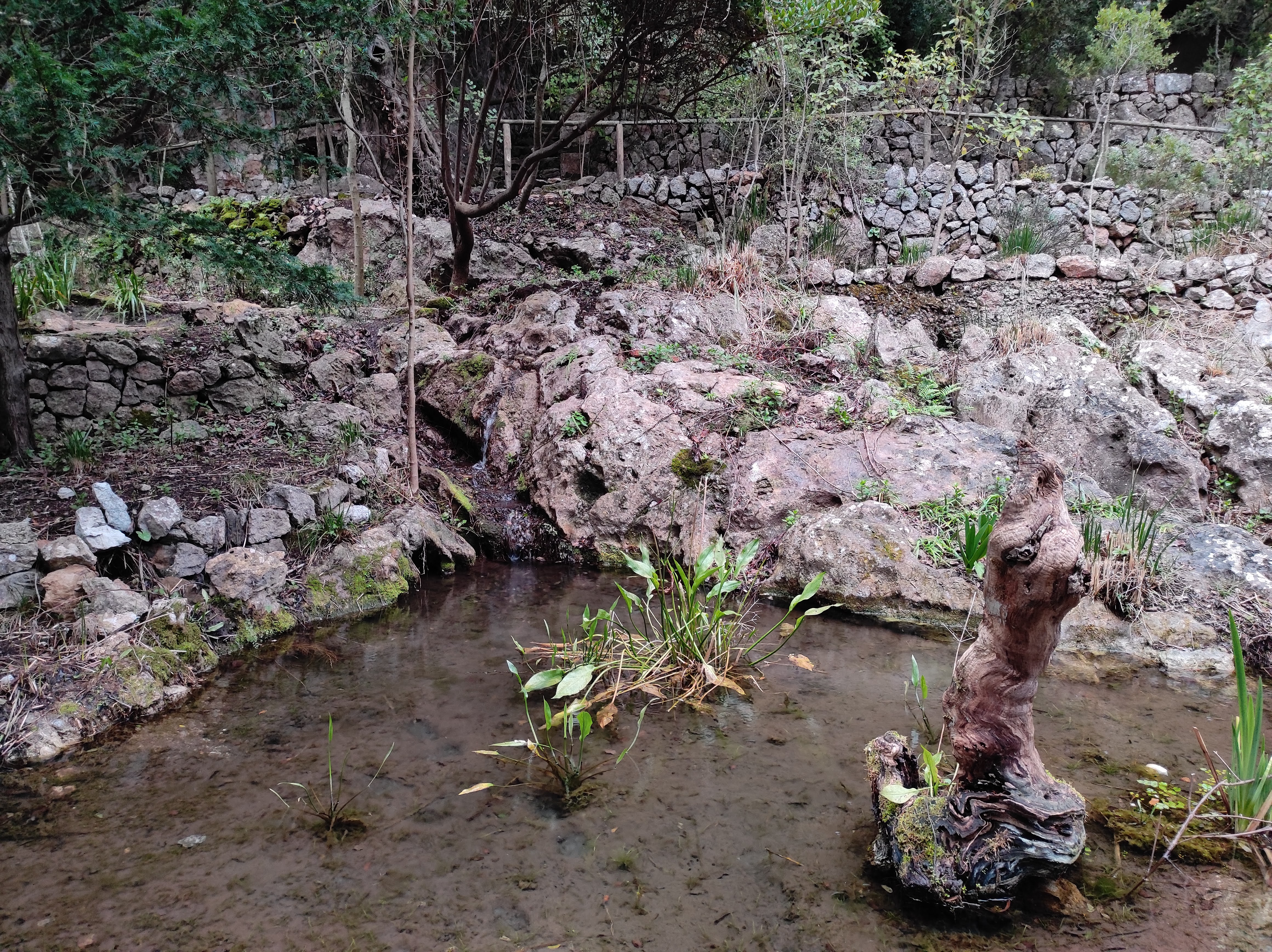
Área húmeda del jardín botánico rodeado de vegetación autóctona del archipiélago.

El jardín botánico de Lluc (en catalán: jardí botànic de Lluc) se encuentra junto al monasterio de Lluc, en el municipio español de Escorca, isla de Mallorca, en la comunidad autónoma de Islas Baleares.

## Localización
Se encuentra a unos 500 metros de altitud en la Sierra de Tramontana.

## Historia
El origen de este jardín botánico se remonta a 1956, cuando este lugar era un jardín para la meditación de los religiosos del santuario de Lluc. La mayoría de plantas eran silvestres, estando perfectamente adaptadas al terreno rocoso y a las temperaturas extremas.
Al no haber un jardín botánico en la isla de Mallorca, en la década de 1980, este jardín era muy visitado por estudiantes y científicos, para conocer la flora propia de la isla, lo que propició sucesivas ampliaciones.
El verdadero impulsor y conservador del jardín botánico ha sido Germán Maciá Ripoll, misionero de los Sagrados Corazones nacido en Esporlas, quien ayudado por un grupo de amigos remodeló el jardín, y efectuaron varias ampliaciones entre 1993 y 2001, las que dieron al jardín su aspecto actual. 

## Colecciones
Actualmente hay unas 200 variedades de plantas de las islas Baleares, entre plantas autóctonas, hierbas aromáticas y medicinales, árboles de distintos bosques templados del mundo, plantas ornamentales y árboles mediterráneos.
Son dignas de mención, una especie endémica de Menorca, desaparecida de su hábitat original hace ya unos años y otra en peligro de extinción de Mallorca que se encuentra solamente en el puig Mayor, y una higuera que se encuentra solamente en Deyá.
El Jardín también dispone de una zona dedicada a las plantas aromáticas y medicinales propias de Mallorca, así como una muestra de los árboles frutales cultivados desde tiempos inmemoriales en la isla, sobre todo en las fincas de las montañas, como son: el níspero, serbal, acerolo, azufaifo, membrillo, higuera y nogal.
Recientemente, se ha creado un Arboreto dedicado a la plantación de árboles y arbustos autóctonos de la península ibérica y de los bosques templados de diferentes partes del mundo.